# High Grass Circus
Pour plus de détails, voir Fiche technique et Distribution.
High Grass Circus est un film canadien réalisé par Tony Ianzelo et Torben Schioler, sorti en 1977.

## Synopsis
Le documentaire suit le cirque itinérant Royal Brothers du printemps 1975 jusqu'à 1976.

## Fiche technique
- Titre : High Grass Circus
- Réalisation : Tony Ianzelo et Torben Schioler
- Musique : Donald Douglas
- Photographie : Tony Ianzelo
- Montage : Torben Schioler
- Production : Bill Brind, Tony Ianzelo et Torben Schioler
- Société de production : Office national du film du Canada
- Pays :  Canada
- Genre : Documentaire
- Durée : 57 minutes
- Dates de sortie : 
  -  Canada : 1977

## Distinctions
Le film a été nommé à l'Oscar du meilleur film documentaire.